# Tommy Potter
Charles Thomas Potter, detto Tommy (Filadelfia, 21 settembre 1918 – 1º marzo 1988), è stato un contrabbassista statunitense di musica jazz, attivo soprattutto nel periodo bebop.
Noto per aver fatto parte del quintetto di Charlie Parker tra il 1947 e il 1950, assieme a Miles Davis, Duke Jordan e Max Roach, Potter ebbe solo sporadicamente una carriera di solista indipendente (figura come leader solo in due sessioni per la Metronome e la East West a Stoccolma).
Arrivato al contrabbasso abbastanza tardi, dopo aver studiato il pianoforte e la chitarra mantenne sullo strumento uno stile piuttosto convenzionale (quattro note per misura), mutuato dallo swing, che però riusciva ad adattare bene ai tempi velocissimi frequentemente adottati da Parker. Prima di unirsi alla formazione di Parker, Potter aveva suonato con John Malachi, Trummy Young, Billy Eckstine, John Hardee e Max Roach.
Negli anni ruggenti del bebop Potter fu spesso in sala di registrazione con diversi gruppi, tra cui quelli di Bud Powell, Fats Navarro e Wardell Gray. Continuò ad essere richiesto per tutti gli anni 1950 e la prima parte degli anni sessanta, inanellando svariate collaborazioni e registrazioni, tra cui meritano di essere ricordate quelle con Stan Getz, Miles Davis e Sonny Rollins. Fece inoltre parte di diverse formazioni tra cui quelle di Count Basie, Earl Hines, Eddie Heywood, Bud Powell, Tyree Glenn, Harry "Sweets" Edison, Buck Clayton e Charles Lloyd. Il suo stile non si adeguò ai tempi, e si ritirò gradualmente dalla vita musicale attiva.